# Olivier Strebelle
Pour les articles homonymes, voir Strebelle.
Olivier Strebelle, né le 20 janvier 1927 à Uccle et mort le 29 juillet 2017, est un sculpteur belge. 

## Biographie
Olivier Strebelle est le fils du peintre Rodolphe Strebelle.
De 1943 à 1946, il étudie la céramique et la sculpture à l'École nationale supérieure d'architecture et des arts décoratifs de « La Cambre », à Bruxelles.
En 1949, avec Alechinsky, Reinhoud, Dotremont et Olyff, il fonde les Ateliers du Marais à Bruxelles, l'un des lieux d'expression mouvement du Cobra.
En 1956, il remporte le Prix de Rome et abandonne la céramique pour se consacrer exclusivement à la sculpture.
Dès 1953, il réalise un parcours impressionnant en tant que professeur dans différentes académies et universités : il est professeur à l'Académie royale des beaux-arts d'Anvers, en 1961, où Louise Servaes compte parmi ses élèves, à l'Université de la Colombie-Britannique à Vancouver (Canada), en 1968 à l'Université d'Iowa (États-Unis), en 1977 à l'Université du Colorado à Boulder et à l'Université d'Atlanta et de Philadelphie,,.
De 1984 à 1987, il est responsable de la chaire Lamar Dodd à l'Université de Géorgie (États-Unis). Et enfin, en 1987, il est membre de l'Académie royale de Belgique (classe des Beaux-Arts et des Lettres).
Philippe Dasnoy dit de lui que c'est un « Individualiste, obstiné et téméraire, Olivier Strebelle a, dans sa vie, comme dans son œuvre, cultive le risque comme ingrédient indispensable. Il a gardé de son enfance un intérêt pour la figuration tout en restant à l'écart de toutes appartenances spirituelles ou esthétiques. Faire de sujets des objets (grands si possible), est resté sa prédilection. Avant le bronze et l'acier, la terre et la neige furent les sources de son inspiration »>.

## Son œuvre
Toutes les œuvres,, d'Olivier Strebelle sont conçues en étroite relation avec son environnement, que ce soit sous forme d'objets, de paysages voire de spectacles. Dans toute son œuvre, on peut rencontrer une réelle symbiose entre l'art et la nature.

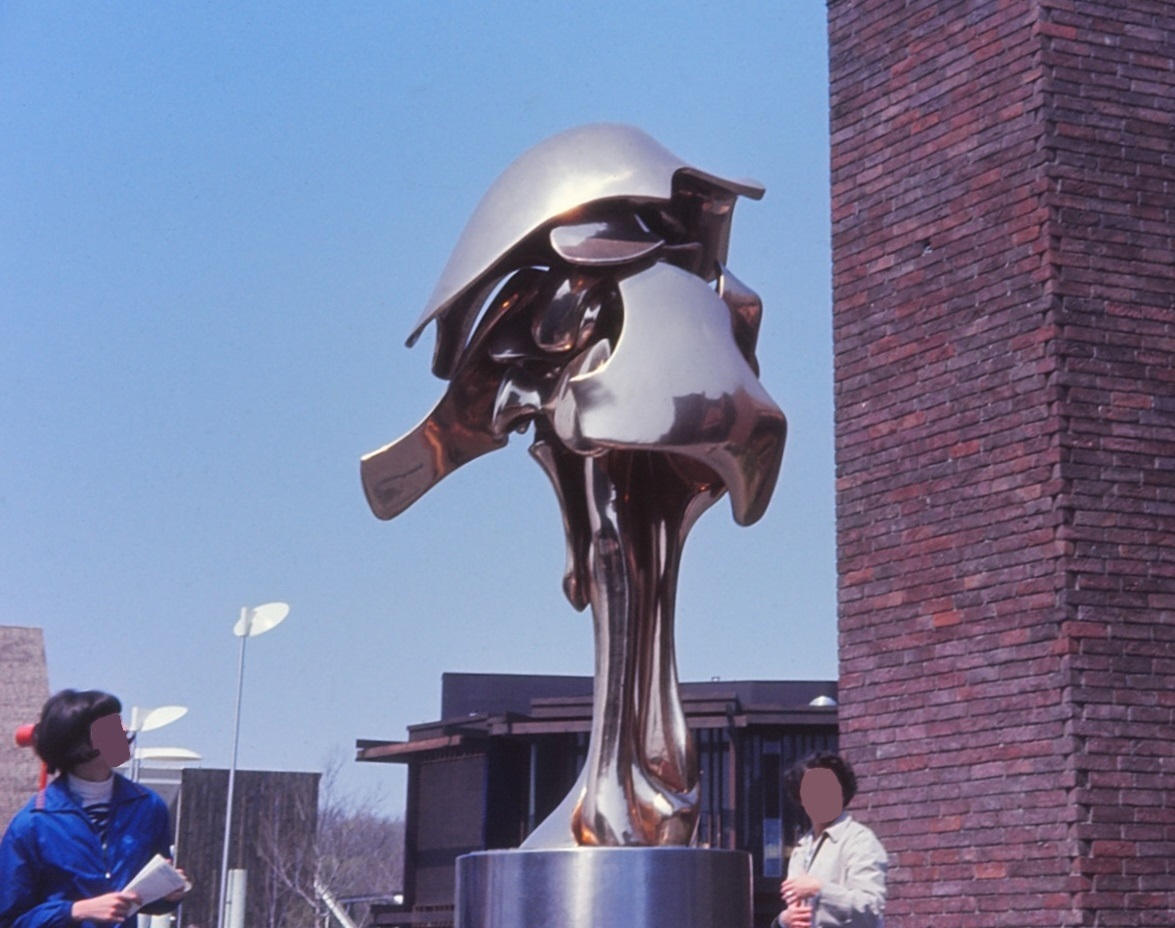
Anthropomotion lll, sur la place du pavillon de la Belgique à l'Exposition universelle de 1967 à Montréal

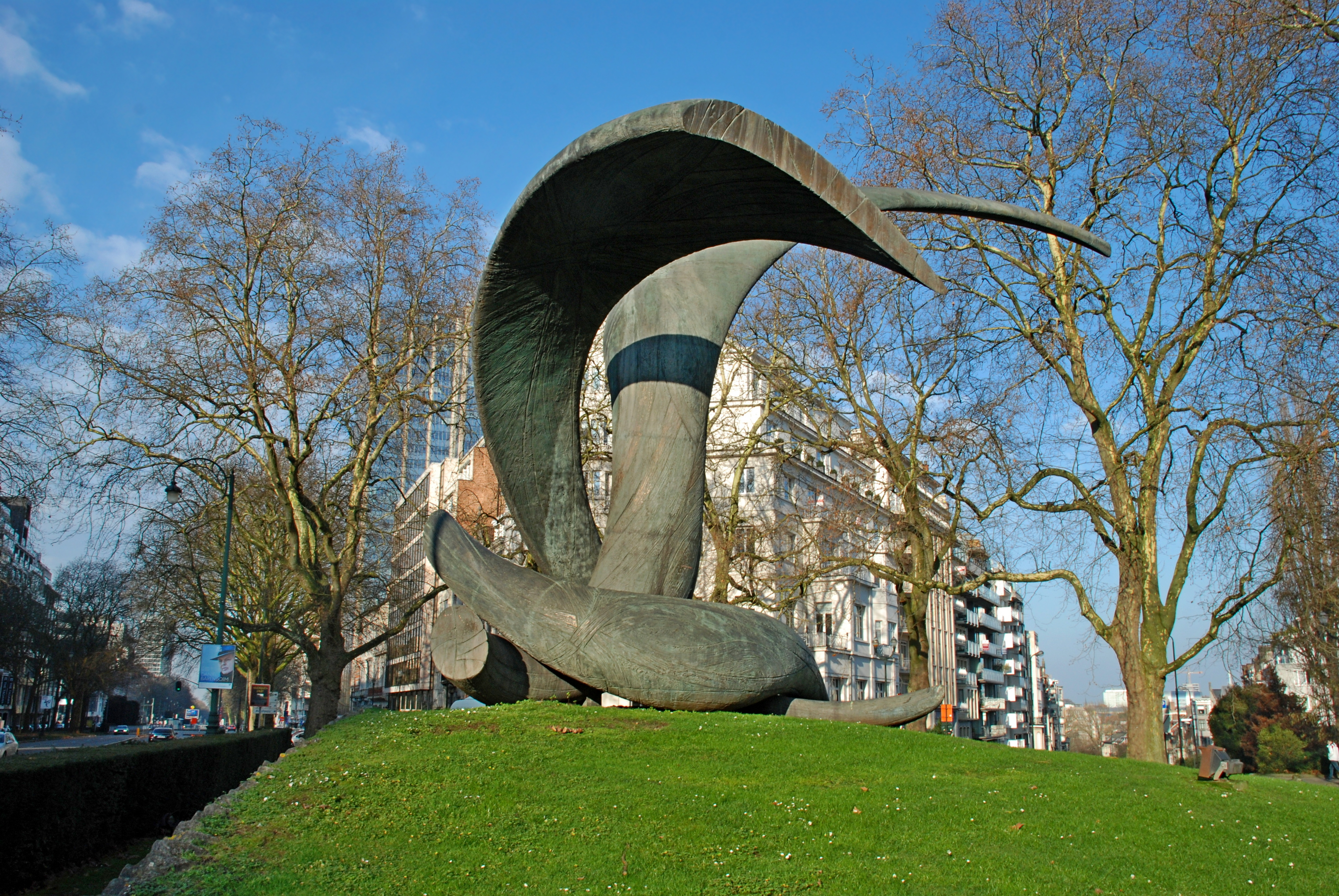
Phénix 44 (1994)
Bruxelles, avenue Louise.

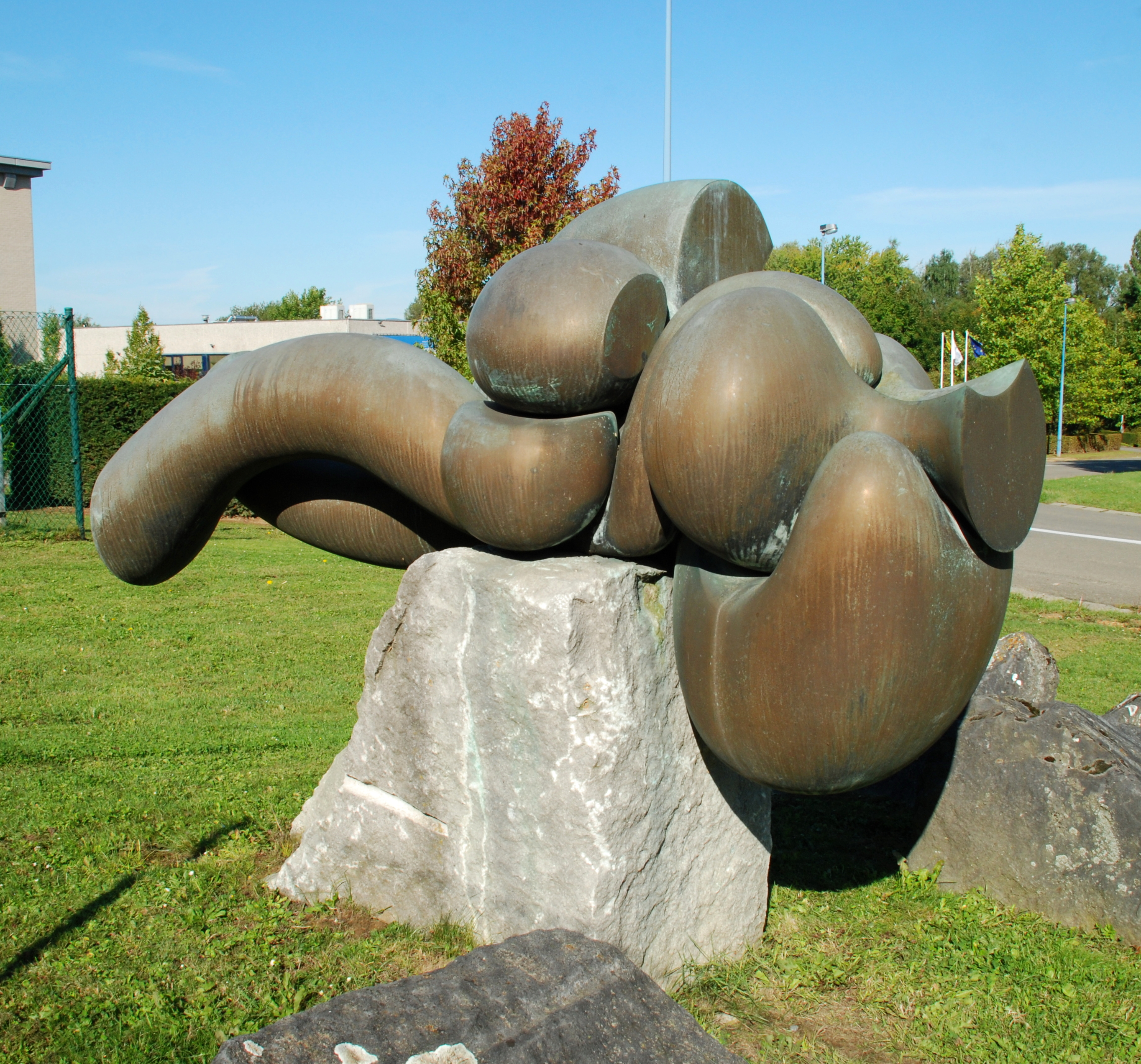
L'Endormie VI (Louvain-la-Neuve,Belgique).

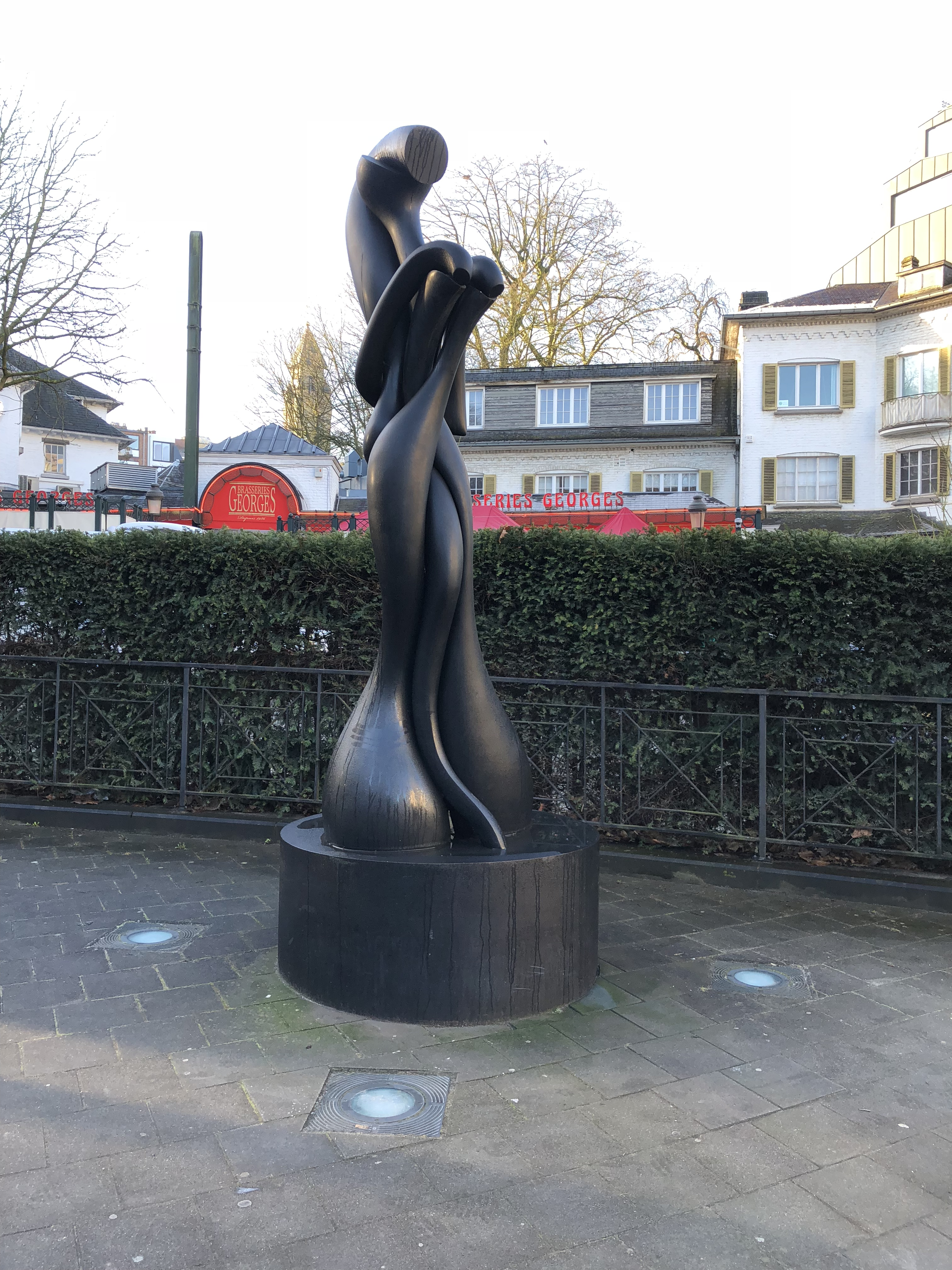
L'Accueil (2004), à Uccle (Quartier Churchill).

- 1951 : Fontaine, au Musée de sculpture en plein air de Middelheim, à Anvers
- 1952-1953 : Le Triton d'Ostende III, pour le casino d'Ostende (le Casino-Kursaal)
- 1952-1953 : La Sirène, pour le Casino de Blankenberge
- 1954 : L'enlèvement d'Europe, dans les galeries Ravenstein à Bruxelles[10],[11], œuvre disparue[12] en 2006[réf. nécessaire]
- 1958 : Le Cheval Bayard, ce bronze incrusté de céramique, de 5 m sur 12,5 m a figuré sur le site de l'exposition universelle à Bruxelles avant de rejoindre Namur en 1958, juste après l'expo[réf. nécessaire].
- 1958-1960 : La Coquille, pour Shell, à Bruxelles
- 1963 : Le Planteur de fusil, pour l'Office national de l'emploi, à Bruxelles
- 1965-1966 : Trois c'est la Foule III, pour l'Institut royal du patrimoine artistique, à Bruxelles
- 1965-1966 : Le Bon Génie I, pour l'Université de Jérusalem, Israël
- 1965-1966 : Le Bon Génie II, pour Generali Belgium, à Bruxelles
- 1966 : Anthropomotion lll, au pavillon de la Belgique à l'Expo 67 de Montréal
- 1967 : L'Homme[13], au Musée d'art contemporain en plein air du Sart Tilman, à l'université de Liège
- 1972 : Les Amants carrés II, au musée de Padoue, Italie
- 1972-1973 : Le Rire rentré, à Washington, États-Unis
- 1973 : Dessus-dessous III, pour la Caisse générale d'épargne et de retraite, à Bruxelles
- 1973 : La Généreuse II, Musées royaux des beaux-arts de Belgique, à Bruxelles
- 1974 : L'Endormie III, pour la Caisse générale d'épargne et de retraite, à Bruxelles
- 1976 : L'Épanouie, pour l'architecte John Portman, à Atlanta, États-Unis
- 1977 : Le Pas en avant I, pour le Crédit communal de Belgique, à Bruxelles
- 1979 : L'Endormie IV, pour l'Université catholique de Louvain, à Louvain-la-Neuve
- 1979 : Miss Télévision II, au Musée de sculpture en plein air de Middelheim, à Anvers
- 1980 : L'Endormie VI, pour Cyanamid Benelux, rue du Bosquet 15 à Louvain-La-Neuve[14]
- 1980 : Miss Télévision, pour le Ciné Télé Revue, à Bruxelles
- 1980 : Miss Télévision, à Dalton, États-Unis
- 1982 : L'Envol, pour le Ministère des Finances, à Bruxelles
- 1984 : Artifices d'Acier II, pour le Crédit communal de Belgique, à Bruxelles
- 1984 : L'Endormie V[15], au Musée d'art contemporain en plein air du Sart Tilman, à l'université de Liège
- 1985 : The Protecting Eagle II, à Harrisburg, États-Unis
- 1985 : Between Sea and Sky, pour le Marina Center, à Singapour
- 1986 : The Lions pour l'architecte John Portman, au Marriott Marquis Hotel, à Atlanta, États-Unis.
- 1986-1988 : L'Attelage III, pour la société Beaulieu
- 1987 : Les Lions, à Dalton, États-Unis
- 1991 : Les Lions, pour le Collège du pape de la Katholieke Universiteit Leuven, à Louvain
- 1992 : Confluences, pour le Parlement européen, à Bruxelles
- 1994 : Le Phénix 44, pour le 50e anniversaire de la libération de Bruxelles, Avenue Louise, à Bruxelles
- 1994-1995 : Flight in Mind, dans le hall des départs de l'aéroport de Bruxelles, à Zaventem
- 1995 : Les Girouettes, pour Shell Research Center, à Louvain-la-Neuve
- 1997-2003 : La Vague (fontaine), à Courtrai
- 1998 : Sur un grand pied, pour Domo Capro, à Leuna, Allemagne.
- 2000 : À bras ouverts IV, pour la Brasserie Georges, à Uccle
- 2001 : La Victoire II, pour UCB, à Anderlecht
- 2002 : Ten ten pour le salon Time - The European Watch Exhibition, à Bruxelles
- 2002 : L'Enlèvement d'Europe (fontaine), place de l'Europe, à Moscou, Russie
- 2004 : L'Accueil, pour les Brasseries Georges, à Uccle
- 2008 : Allée des Athlètes, à Pékin, Chine

Son œuvre Flight in Mind fut endommagée lors de l'attentat à l'aéroport de Bruxelles, le 22 mars 2016. Les gestionnaires de l'aéroport, en accord avec l'artiste, ont décidé de ne pas la restaurer. Elle en gardera les stigmates et devrait faire partie d'un lieu de commémoration aux victimes.

## Cinéma
En 1951, avec, entre autres Lucien Deroisy et Jacques Calonne, Olivier Strebelle joue dans Perséphone de Luc de Heusch, unique film du mouvement CoBrA, scénarisé par Pierre Alechinsky, Christian Dotremont et Jean Raine.